# Arnside Tower
La tour d'Arnside est une maison-tour médiévale tardive (ou Peel tower) entre Arnside et Silverdale immédiatement au sud d'Arnside Knott en Cumbrie, en Angleterre.

## Histoire

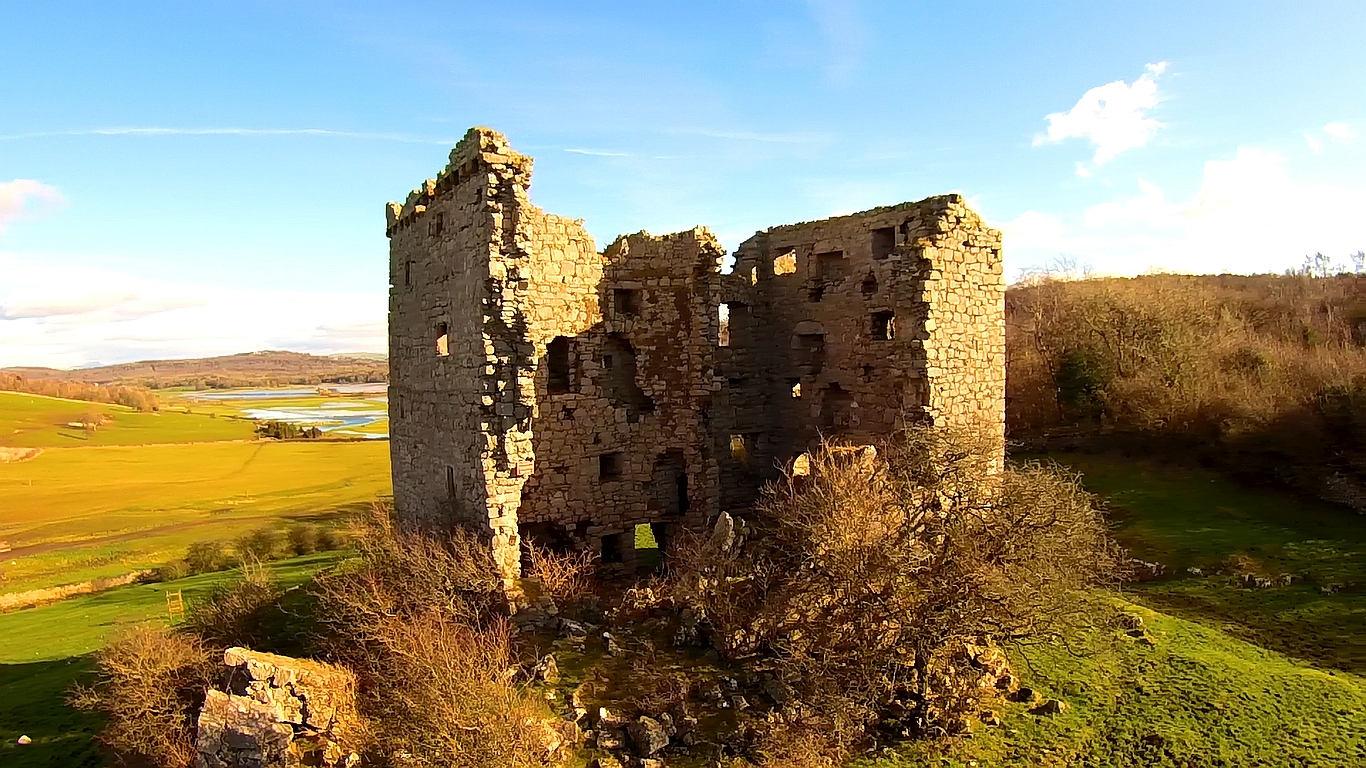
Le côté nord-ouest de la tour s'est effondré au début des années 1900. Silverdale Moss est visible en arrière-plan

La tour d'Arnside a été construite dans la seconde moitié du XVe siècle. Des maisons-tours ont été construites dans les régions frontalières du nord de l'Angleterre et du sud de l'Écosse en raison de la menace posée par Border Reivers . Construite en moellons calcaires, la tour avait à l'origine cinq étages, mesurant 50 pieds sur 34 pieds. La tour a été construite avec une aile adjacente de même hauteur construite sur le côté de la tour dans un style commun en Écosse, mais rare dans les maisons anglaises. L'historien Anthony Emery suggère que la conception peut avoir été influencée par celle du château d'Ashby de la Zouch, reconstruit en 1464 par Lord Hastings. La tour a subi un grave incendie en 1602, mais les réparations sont restées en service; l'historien Anthony Emery déclare que la tour était en service jusqu'à la fin du XVIIe siècle, mais l'historien Roy Palmer déclare que William Coward et sa sœur Agnes Wheeler y vivaient à la fin du XVIIIe siècle. 
L'un des murs de la tour s'est effondré vers 1900 et, en 2014, English Heritage a considéré que l'état du château était très mauvais et des travaux urgents sont nécessaires. La tour d'Arnside est un monument classé et un bâtiment classé Grade II *,,. 

## Tourisme

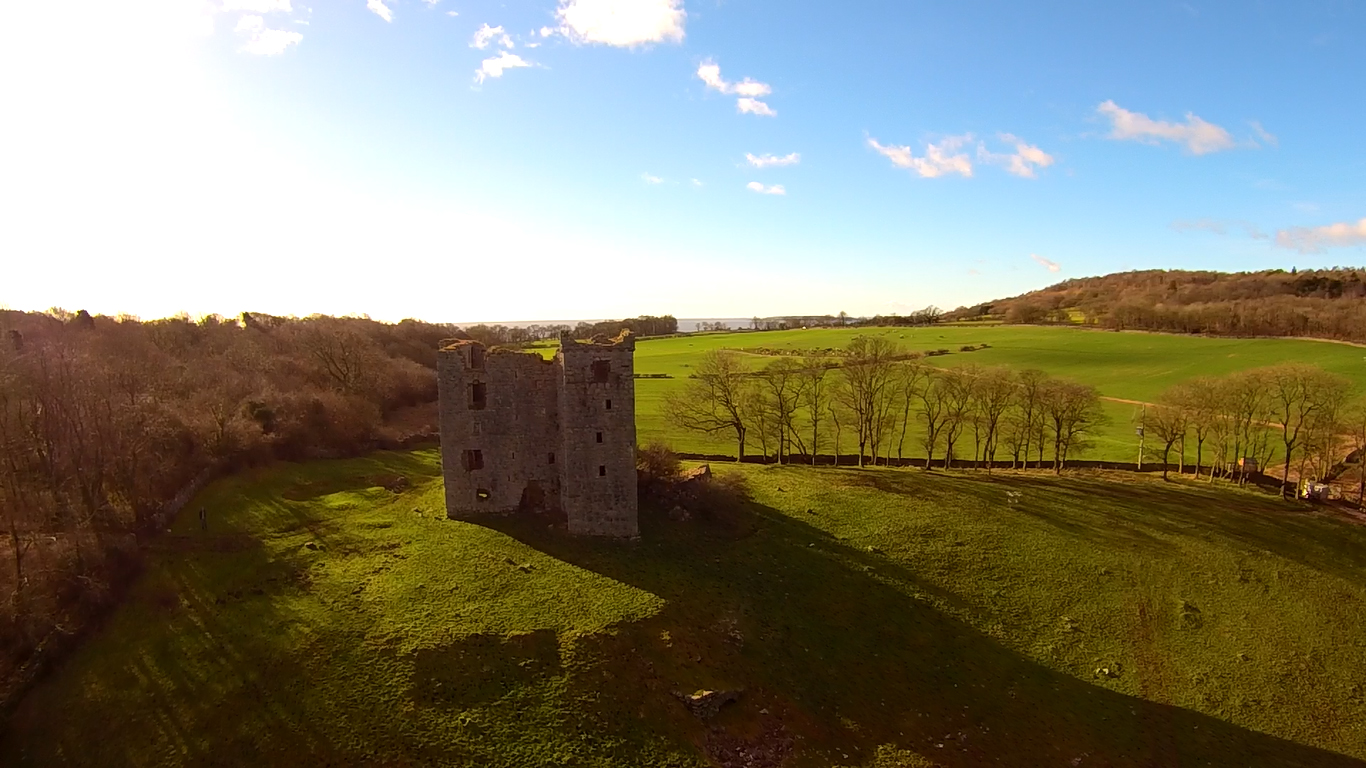
En regardant vers le sud-ouest vers la baie de Morecambe.

La tour est en propriété privée et est dans un état ruineux. L'office de tourisme local recommande que de bonnes vues de la tour puissent être faites depuis le sentier public qui longe. 